# チャドリ

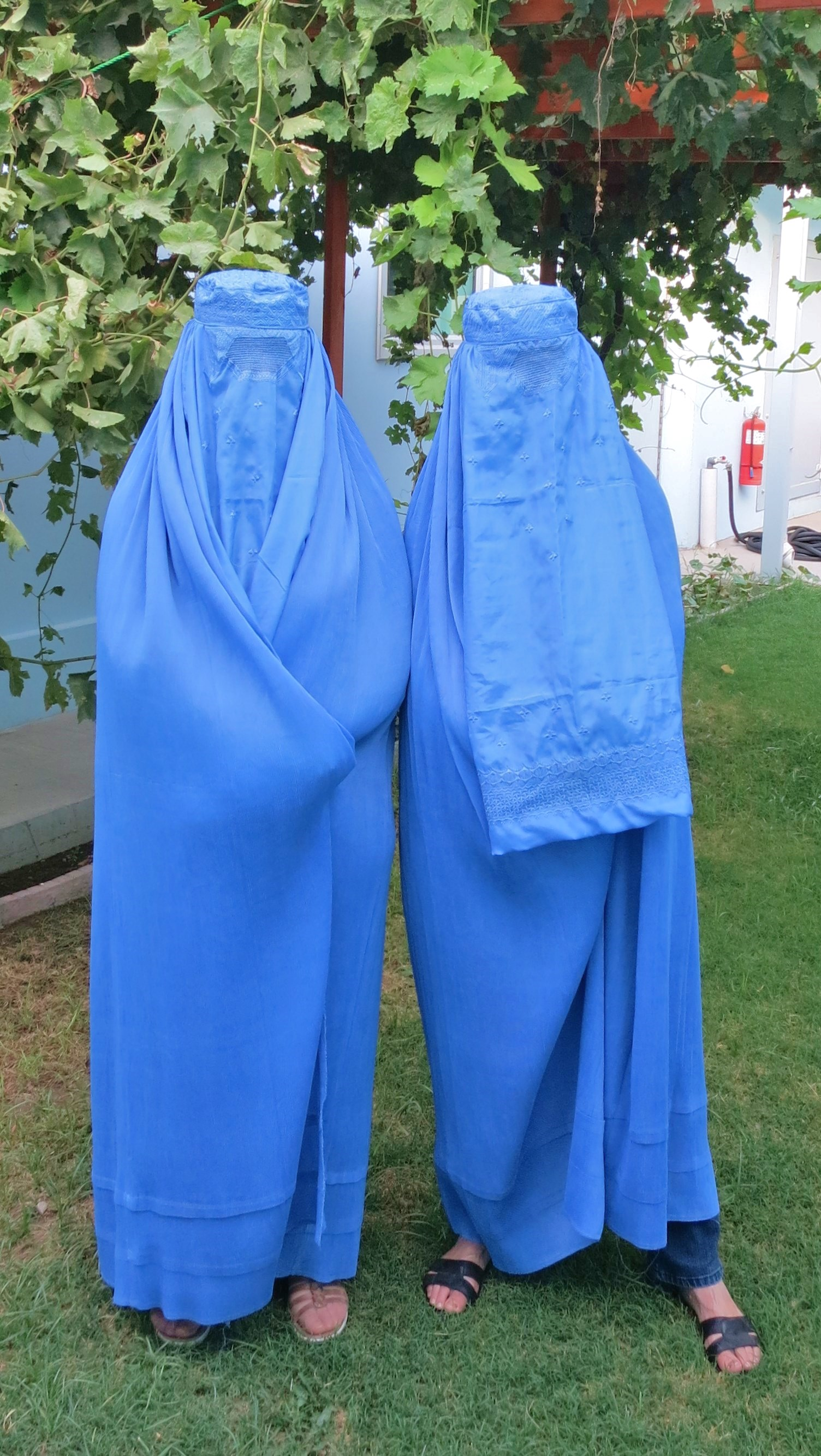
チャドリ

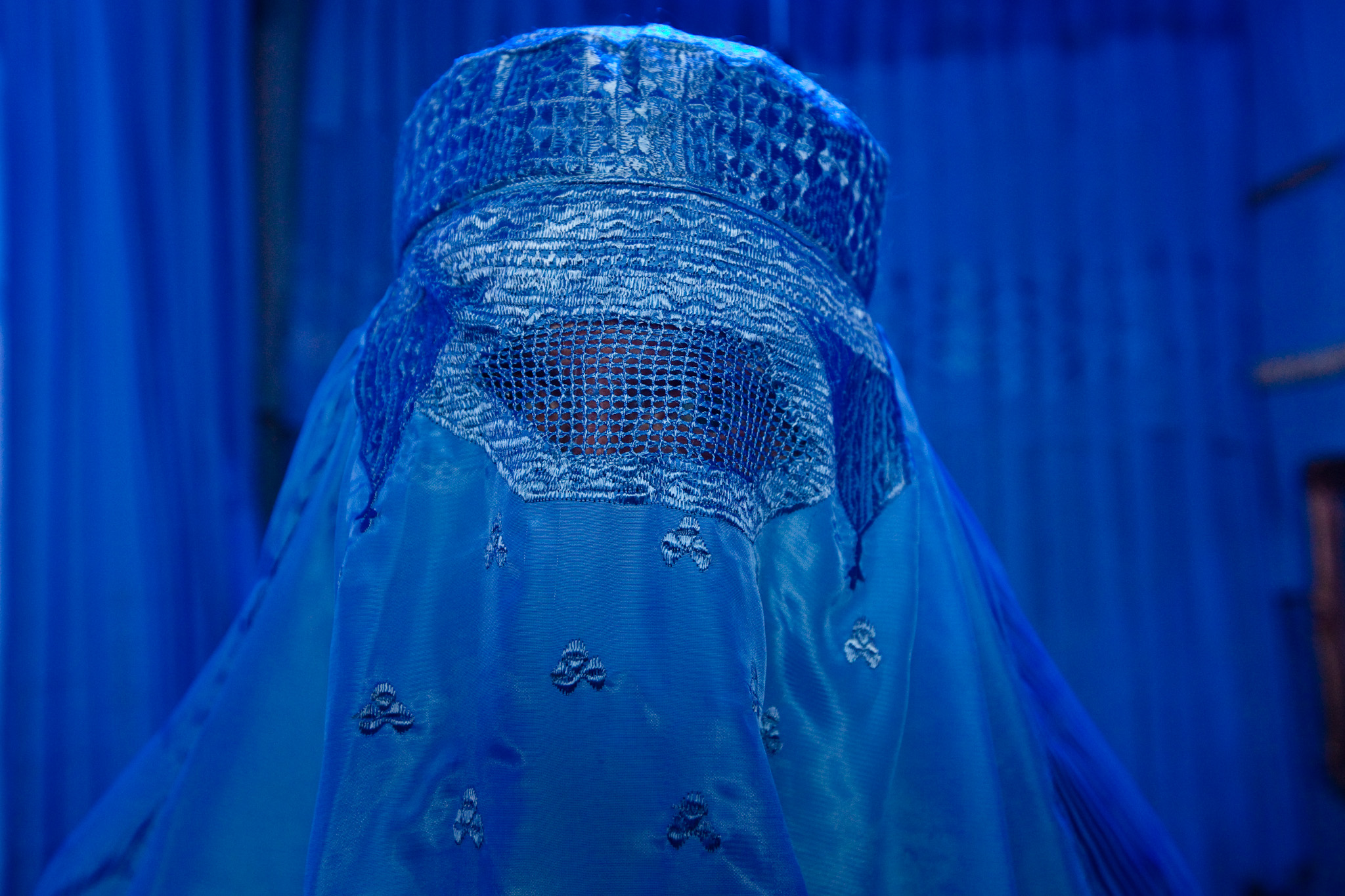

チャドリ（ダリー語: چادرى, Chādorī）は、アフガニスタンにおける、頭から全身をおおう女性の外出着。視界を確保するために目の部分は紗やレース状の薄布となっている。イスラム圏特有のもので、女性は10歳頃から着用する習慣があり、同種のものはイラクではアバー、パキスタンではブルクワ、イランではチャドルと呼ばれる。
日本ではペルシア語読みのチャドルのほうが通りが良いが、アフガニスタンではチャドルは頭から肩あたりまでを覆う頭巾状のものをいう。アラビア語ではハバラ（habara）、英語ではブルカ、サウジアラビアではヒジャーブなどと呼ばれ、宗派や地域、民族によって形態に差がある。

## 機能
灼熱の砂漠での生活に適応した衣装でもあって、たいてい黒地の薄絹で体の線が一切出ないようなゆったりした仕立てで作られている。多くは頭から全身までをすっぽり覆い、吹き込む熱砂や日光から身を守る。
イスラムの教義では女性は夫や父親などを除く一切の男性に容姿をさらすことを禁じており、とくに髪を見せることを戒めた。

## 着用の義務
国によって違いはあるが、比較的規制が厳しいところでは、異教徒の女性でも、素肌をさらすことを禁じるとともに、髪にスカーフを巻くように法律で定められていることが多い。
同じイスラム圏でもヨーロッパとの交流が深く規制がゆるいトルコ（近代化を目指した法令で着用禁止）やエジプトではあまり着用されないが、サウジアラビアなどでは着用が国によって義務付けられている。

## 着こなし
外国人の目には細かいプリーツをたっぷりつけたチャドリばかりが目に付くが、これはベールの一種である。アフガニスタンのイスラム女性では、その下に着込んでいる「クルタ」と呼ばれる丈の長いチュニックと、「トンバン」というトルコの「シャルワール」と同じゆったりした裾を絞るズボンが基本の衣装である。
プリーツをつけた半円形の薄絹を半球状の帽子に縫い付けたものが「チャドリ」のもっとも多く見られる形だが、前が開いて衣服が覗くタイプのものも存在する。どちらも丈はくるぶしまでで、目の部分はメッシュを縫い付けて視覚を確保している。
「クルタ」は膝（ひざ）下ぐらいまである長袖のチュニックで、中には袖と裾に美しい刺繍で幾何学文様が縫われていることもあるが単独で着ることはなく「トンバン」と併用する。